# طيموثاوس إرميا مقدسي
المطران طيموثاوس إرميا مقدسي (1847-1929) كان مطران الكلدان على أبرشية زاخو، كما اشتهر كذلك بمؤلفاته في مجال قواعد ونحو اللغة السريانية ولعل أحملها كتاب كذلك «قواعد اللغة السريانية» "ܬܘܪܨ ܡܡܠܠܐ ܕܠܫܢܐ ܣܘܪܝܝܐ" الذي حوى على خمسة أبواب مقسمة إلى فصول لكل من تعريف القواعد والحروف والنقاط والتقشية والتركيخ، وتعريف الأسماء وتأنيثها وجمعها والعدد والجزم والتوكيد والعطف، والضمائر وأنواعها، والأفعال وأنواعها وأزمنتها، والمفاعيل والحرف والروابط. وقد طبع هذا الكتاب في الموصل بمطبعة الآباء الدومنيكان 1889.

## المصدر
- ضوابط اللغة الارامية/ الجزء الثالث والاخير، فائق بلو